# As-Sim
As-Sim (arab. السيم) – wieś w Syrii, w muhafazie Aleppo, w dystrykcie Afrin. W 2004 roku liczyła 73 mieszkańców.